# Poortvliet
Poortvliet (51° 33′ N, 4° 09′ L) é uma cidade dos Países Baixos, na província de Zelândia. Poortvliet pertence ao município de Tholen, e está situada a 12 km, a noroeste de Bergen op Zoom.
Em 2001, a cidade de Poortvliet tinha 1154 habitantes. A área urbana da cidade é de 0.43 km², e tem 489 residências. 
A área de Poortvliet, que também inclui as partes periféricas da cidade, bem como a zona rural circundante, tem uma população estimada em 1720 habitantes.